# Burton/Derby Federals
I Burton/Derby Federals sono stati una squadra di football americano di Burton upon Trent e Derby, in Gran Bretagna. Fondati nel 1987 come Burton Barons, nel 1989 hanno assorbito i Locomotive Derby cambiando quindi denominazione; hanno chiuso nel 1990.

## Dettaglio stagioni

### Tornei nazionali

#### Campionato

##### BGFL Premiership
| Stagione | regular season | regular season | regular season | regular season | regular season | regular season | playoff | playoff | playoff | playoff | playoff | playoff   | playoff    |
|          | Vin            | Par            | Per            | Tot            | PF             | PS             | Vin     | Per     | Tot     | PF      | PS      | risultato | avversaria |
| -------- | -------------- | -------------- | -------------- | -------------- | -------------- | -------------- | ------- | ------- | ------- | ------- | ------- | --------- | ---------- |
| 1987     | 3              | 0              | 7              | 10             | 147            | 323            | -       | -       | -       | -       | -       | -         | -          |
| 1987     | 5              | 0              | 5              | 10             | 262            | 252            | -       | -       | -       | -       | -       | -         | -          |
| Totale   | 8              | 0              | 12             | 20             | 409            | 575            | -       | -       | -       | -       | -       |           |            |

Fonti: Enciclopedia del Football - A cura di Roberto Mezzetti